# Viškovo
Viškovo je naselje na Hrvaškem, ki je središče občine Viškovo; le-ta pa spada pod Primorsko-goransko županijo.
Viškovo, prej Sveti Matej, naselje leži na nadmorski višini 335 m okoli 8 km zahodno od Reke. V naselju stoji župnijska cerkev sv. Mateja postavljena leta 1862.

## Demografija
| Pregled števila prebivalcev po letih | Pregled števila prebivalcev po letih | Pregled števila prebivalcev po letih | Pregled števila prebivalcev po letih | Pregled števila prebivalcev po letih | Pregled števila prebivalcev po letih | Pregled števila prebivalcev po letih | Pregled števila prebivalcev po letih | Pregled števila prebivalcev po letih | Pregled števila prebivalcev po letih | Pregled števila prebivalcev po letih | Pregled števila prebivalcev po letih | Pregled števila prebivalcev po letih | Pregled števila prebivalcev po letih | Pregled števila prebivalcev po letih |
| ------------------------------------ | ------------------------------------ | ------------------------------------ | ------------------------------------ | ------------------------------------ | ------------------------------------ | ------------------------------------ | ------------------------------------ | ------------------------------------ | ------------------------------------ | ------------------------------------ | ------------------------------------ | ------------------------------------ | ------------------------------------ | ------------------------------------ |
| 1857                                 | 1869                                 | 1880                                 | 1890                                 | 1900                                 | 1910                                 | 1921                                 | 1931                                 | 1948                                 | 1953                                 | 1961                                 | 1971                                 | 1981                                 | 1991                                 | 2001                                 |
| 345                                  | 318                                  | 492                                  | 553                                  | 591                                  | 640                                  | 901                                  | 865                                  | 462                                  | 452                                  | 517                                  | 618                                  | 1076                                 | 1419                                 | 1732                                 |